# Beatrice Webb
Martha Contrera Potter Webb (Gloucestershire, 22 de enero de 1858-Liphook, 30 de abril de 1943) fue una economista, socióloga y reformadora social inglesa.

## Biografía
Beatrice Webb era hija de un rico empresario de Liverpool, por lo que vivió siempre en la abundancia económica. Sin embargo desde muy joven tuvo inquietudes intelectuales y se mostró interesada por todo lo relacionado con las ideas socialistas y todo aquello que sirviera para acabar con la miseria y explotación laboral indiscriminada que era característica en la revolución industrial.
Tuvo siempre un carácter muy inquieto e independiente, y realizó actividades diversas. El trabajo durante un tiempo en las empresas de su padre le sirvió para conocer el mundo de los negocios, lo que le permitiría cuestionar el funcionamiento de estos y entender mejor el origen de la explotación. También en ocasiones se hizo pasar por una trabajadora manual para así entender mejor el funcionamiento de la economía industrial.
En Londres, trabajó con su primo, Charles Booth, un reformador social con el que investigó las condiciones de la clase trabajadora en esta ciudad, especialmente en los muelles de East End y en los talleres textiles. Beatrice aprendió a combinar adecuadamente la observación personal con el método estadístico en el análisis de la realidad.
Se interesó por el cooperativismo y en 1891 publicó un libro titulado "El movimiento cooperativo en Gran Bretaña". También se ocupó de la economía política, pero apartándose de las ideas de Karl Marx, ya que ella no aceptaba la teoría del valor trabajo.
En 1890, conoció a Sidney Webb, otro intelectual socialista con el que se casó en 1892 y con el que realizaría sus trabajos a partir de ese momento. El domicilio londinense de los Webb se convirtió en un salón donde se reunían simpatizantes del ideario socialista. Entretanto, el tándem Beatrice-Sidney empezó a trabajar complementándose a la perfección. En 1894 publicaron su primer libro conjunto, titulado "La historia del sindicalismo", dedicado al origen y crecimiento de los sindicatos desde el siglo XVII hasta el presente.
Su siguiente trabajo "Democracia Industrial" de 1897, es el más importante que realizaron y uno de los libros clave para entender la evolución del socialismo no marxista en Inglaterra. En él se apostaba por un papel protagónico de los sindicatos en la negociación colectiva, y además introducía la idea de un Mínimo Nacional por ley y para todos los ciudadanos que incluyese aspectos como educación, sanidad, ocio e ingreso salarial.
La vida de Sidney y Beatrice estaría muy ligada a la Sociedad Fabiana, de la que fueron destacados dirigentes durante toda su vida. Los Fabianos eran socialistas que creían en que el socialismo no llegaría por una revolución sino por una evolución en la que poco a poco el Estado tendría cada vez mayor papel en la economía, para así evitar los abusos de los capitalistas burgueses. Es un socialismo no marxista, pero que también apuesta por la propiedad colectiva de los medios de producción como forma de evitar la explotación y los abusos del mercado.
Entre 1906 y 1929, los esposos Webb fueron publicando tomos de una obra monumental titulada "El Gobierno Local Inglés". La Sociedad Fabiana, con los Webb a la cabeza, participó activamente en la constitución del Partido Laborista Británico, creado en 1906 y que rápidamente se convirtió en una fuerza muy poderosa. Ya en 1922 se convirtió en el segundo partido más votado, desbancando a los liberales, y configurándose como alternativa de gobierno. Sidney y Beatrice participaron en comisiones parlamentarias y elaboraron proyectos que sirvieron para hacer leyes de contenido social. Ambos compaginaban su actividad política con su actividad intelectual.
Otros de los escritos de Beatrice en esta época son "El trabajo y el nuevo orden social" (1918), "Los salarios de hombres y mujeres: ¿deberían ser iguales?" (1919) o "Constitución para el Estado Socialista de Gran Bretaña" (1920). En 1921 publicó con su marido "El movimiento cooperativo de consumidores", y en 1923 otro libro de gran impacto, "La decadencia de la civilización capitalista".
A partir de 1932, y tras una visita a la Unión Soviética, los Webb dan un giro importante, al darse cuenta del éxito soviético a la hora de mejorar los servicios sanitarios y los niveles educativos, además de haber conseguido la igualdad entre los sexos. Sus últimas obras "Comunismo soviético: ¿una nueva civilización?" (1935) y "La verdad sobre la Unión Soviética" (1942) muestran la gran admiración que sentían los Webb ante los logros soviéticos.
Beatrice Webb murió en 1943, a los 85 años. Su esposo Sidney lo haría en 1947. Ambos fueron enterrados en la Abadía de Westminster a instancias del escritor George Bernard Shaw, y se les considera una de las mayores influencias en el posterior surgimiento del estado del bienestar en Europa después de la Segunda Guerra Mundial, plasmado en el famoso Informe Beveridge, de 1945 (véase William Beveridge).
Además Beatrice Webb fue escribiendo unos diarios a lo largo de su vida que también han sido publicados.